# ميشيل توماس
ميشيل توماس (بالإنجليزية: Michelle Thomas)‏ (و. 1969 – 1998 م) هي ممثلة، وممثلة تلفزيونية، من الولايات المتحدة الأمريكية، ولدت في بوسطن، توفيت في مانهاتن، عن عمر يناهز 29 عاماً بسبب سرطان المعدة.

## وصلات خارجية
- ميشيل توماس على موقع IMDb (الإنجليزية)
- ميشيل توماس على موقع روتن توميتوز (الإنجليزية)
- ميشيل توماس على موقع ألو سيني (الفرنسية)
- ميشيل توماس على موقع أول موفي (الإنجليزية)
- ميشيل توماس على موقع إن إن دي بي (الإنجليزية)
- ميشيل توماس على موقع قاعدة بيانات الفيلم (الإنجليزية)
- ميشيل توماس على موقع كينوبويسك (الروسية)